# Quintino Scolavino
Quintino Scolavino (Bagnoli Irpino, província d'Avellino, Campània, 1945) és un pintor italià.
Va anar a viure a Nàpols, on va freqüentar el Liceo Artístico i l'Accademia di Belle Arti. Particià en els debats artístics dels inicis dels 60 i fundà, amb altres artistes napolitans, el "Gruppo studio P.66", en el qual van realitzar "performances" a moltes ciutats del sud d'Itàlia, inaugurant la tendència del neodadaisme, Pop Art a Itàlia, definida per alguns crítics com «oggetualismo napoletano». El 1968, amb Del Vecchio, va presentar el Teatro ESSE, el primer teatre d'avantguarda a Nàpols. Als anys 70, es dedicà al video-art i va anar al Centro de Arte y Comunicación de Buenos Aires, i va participar en diverses trobades de video a Barcelona, Caracas, Mèxic D.F., Tòquio… Més recentment ha participat en «perfòrmances» artístiques-literàries-musicals amb Gabriele Frasca i Roberto Paci Dalò. També ha fet alguna exposició a llocs com Castel Sant'Elmo i ha fet instal·lacions en múltimples llocs d'Itàlia.

## Principals exposicions
- X Quadriennale, Palazzo delle Esposizioni, Roma (1975)
- VI Encounter Cayc, Museo de Arte Contemporaneo, Caracas (1976)
- 15 Anni d'Arte in Italia, Museo Civico d'Arte Moderna, Torino (1977)
- X Encouner on video Cayc, Japan National Committee, Tokio (1978)
- Biennale di Venezia, Magazzini del sale, Venezia (1982)
- Sculpture '83, Lijnbaan Museum, Rotterdam (1983)
- Paesaggio sismico, Villa Letizia, Napoli (1988)
- Oggetti espropriati: I Trasferibili, Framart studio, Napoli
- Paesaggio con rovine, Gibellina (1992)
- Immagine disegnata, Museo d'Arte Moderna di Cipro (1994), Museo d'Arte Moderna del Cairo (1994), Museo d'Arte Contemporanea di Istanbul (1994)
- Orologio ad acqua, Stazione zoologica Anton Dohrn (1995)
- Sidereus nuncius, Osservatorio Astronomico di Capodimonte, Napoli (1996)
- La Flors enversa, Real Orto Botanico, Napoli (1996)
- Anteprima di stampa, Teatro di Villa Patrizi, Napoli (1997)
- Rassegna del disegno scientifico, Musée Océanographique di Monaco (1998)
- Viaggiatori senza bagaglio, Museo Ferroviario di Pietrarsa, Portici (1999)
- Capodopera a Capodimonte. Un Millennio fa, Framart studio, Napoli (1999 - 2000)
- Cartolina per Napoli, Palazzo Reale di Napoli (2000)
- Emporium (Orologio ad acqua), Museo Archeologico Nazionale, Napoli (2000)
- Castelli in aria, Castel Sant'Elmo, Napoli (2000)